# 阿斯佩尔
阿斯佩尔（法語：Aspères，法語發音：[aspɛʁ]）是法国加尔省的一个市镇，属于尼姆区。

## 地理
阿斯佩尔（43°48'30"N, 4°2'22"E）面积10.06 平方千米，位于法国奧克西塔尼大區加尔省，该省份为法国南部沿海省份，南端濒地中海，北起顺时针与阿尔代什省、沃克吕兹省、罗讷河口省、埃罗省、阿韦龙省和洛泽尔省接壤。
与阿斯佩尔接壤的市镇（或旧市镇、城区）包括：卡尔纳斯、圣克莱芒、康帕涅、加里格、萨利内勒、索米耶尔。

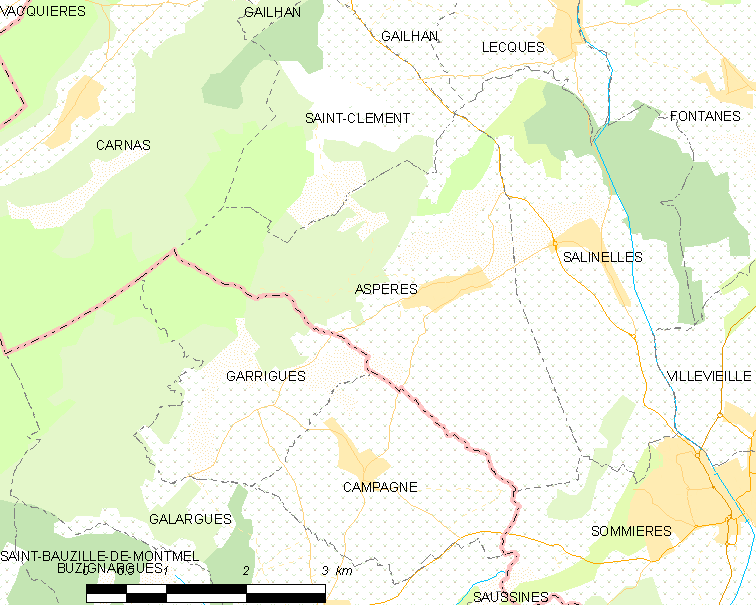
阿斯佩尔的OSM定位图

阿斯佩尔的时区为UTC+01:00、UTC+02:00（夏令时）。

## 行政
阿斯佩尔的邮政编码为30250，INSEE市镇编码为30018。

## 政治
阿斯佩尔所属的省级选区为卡尔维松县。

## 人口

1962-2008年间阿斯佩尔人口变化图示

阿斯佩尔于2022年1月1日时的人口数量为553人。